# Chwyt Rauteka
Chwyt Rauteka – stosowany w pierwszej pomocy chwyt ratowniczy służący do szybkiej ewakuacji poszkodowanego z miejsca zagrożenia, np. z samochodu. Należy go stosować jedynie w przypadku bezpośredniego zagrożenia życia, czy to wynikającego z niebezpiecznego otoczenia (np. toksyczne opary), czy z ciężkiego stanu poszkodowanego (zatrzymanie oddechu lub krążenia, niemożność udrożnienia dróg oddechowych). W pozostałych przypadkach poszkodowanego ewakuują specjalistyczne służby ratownicze z zachowaniem zasad dotyczących stabilizacji kręgosłupa.

## Wykonanie
Otwieramy drzwi samochodu stojąc twarzą do przodu pojazdu. Przy wydobyciu poszkodowanego kierowcy wkładamy prawą rękę pod jego prawą pachę i chwytamy za żuchwę w celu stabilizacji głowy i odcinka szyjnego, jednocześnie opierając potylicę poszkodowanego o własne ramię (w przypadku pasażera odpowiednio lewą rękę pod lewą pachę poszkodowanego). Lewą rękę wkładamy pod lewą pachę poszkodowanego i chwytamy nachwytem jego lewe przedramię (w przypadku pasażera odpowiednio prawą rękę pod prawą pachę). Następnie  delikatnie unosząc i w miarę możliwości stabilizując głowę wyciągamy poszkodowanego z miejsca zagrożenia.
W przypadku gdy osoba poszkodowana leży: wkładając ręce pod ramiona poszkodowanego od strony głowy podnosimy go do pozycji półsiedzącej i kładziemy na swoich udach. Wkładamy ręce pod pachy poszkodowanego (jak opisano powyżej) i obejmujemy nachwytem jego lewe przedramię. Wstajemy razem z poszkodowanym i idąc tyłem ewakuujemy go z zagrożonego obszaru cały czas stabilizując jego głowę i odcinek szyjny.

## Geneza
Franz Rautek (ur. 1902; zm. 1989) – austriacki instruktor Jujutsu z Wiednia, najbardziej znany z wynalezienia omawianego chwytu, nazwanego jego nazwiskiem.